# خليل العبسي
خليل العبسي (مواليد 28 أبريل 2001) هو لاعب كرة قدم سعودي يلعب حاليًا في نادي الجبلين.

## مسيرة اللاعب
مثل اللاعب نادي النصر في المراحل السنية و وقع أول عقد احترافي مع النادي مطلع عام 2020.

### برنامج الابتعاث الخارجي
انضم لبرنامج الابتعاث السعودي لكرة القدم 2019 مع مجموعة من اللاعبين للابتعاث الخارجي لاكتساب الخبرات والمشاركة أمام فرق من مختلف الدرجات في إسبانيا وغيرها من الدول الأوروبية.

### عودته من الابتعاث
عاد من الابتعاث للمشاركة مع نادي النصر مطلع عام 2020 و أعير إلى نادي الخلود مطلع عام 2022 و أعير إلى نادي الطائي في صيف 2022 ولعب بعدها مع نادي الحزم والنادي العربي ونادي الجبلين.

## روابط خارجية
- خليل العبسي على موقع Soccerway.com (الإنجليزية)
- خليل العبسي على موقع كووورة